# Oxytétracycline
L'oxytétracycline est un antibiotique à large spectre du groupe des tétracyclines.
L'oxytétracycline agit sur la capacité des bactéries à produire des protéines essentielles. Sans ces protéines, les bactéries ne peuvent pas croître, se multiplier et augmenter en nombre. L'oxytétracycline arrête donc la propagation de l'infection et les bactéries restantes sont tuées par le système immunitaire ou finissent par mourir.
L'oxytétracycline est un antibiotique à large spectre, actif contre une grande variété de bactéries. Cependant, certaines souches de bactéries ont développé une résistance à cet antibiotique, ce qui a réduit son efficacité pour le traitement de certains types d'infections.
L’oxytétracycline est prescrite pour l’acné et peut aussi traiter d’autres infections de la peau comme la rosacée, ou des voies respiratoires telles que la pneumonie. Elle permet également de soigner les infections telles que l'Helicobacter pylori qui provoquent des ulcères de l'estomac. Enfin, elle sert de traitement alternatif à d’autres médicaments contre la maladie de Lyme.

## Contre-indications et effets secondaires
Les effets secondaires les plus répandus sont : une sécheresse de la peau, des nausées et des vomissements.
L’oxytétracycline convient aux hommes comme aux femmes. En revanche elle est déconseillée aux personnes allergiques ou ayant une forte sensibilité à la lumière. Elle est aussi contre-indiquée aux personnes souffrant de maladies du foie ou des reins et aux femmes enceintes ou allaitantes.

## Utilisation en agriculture

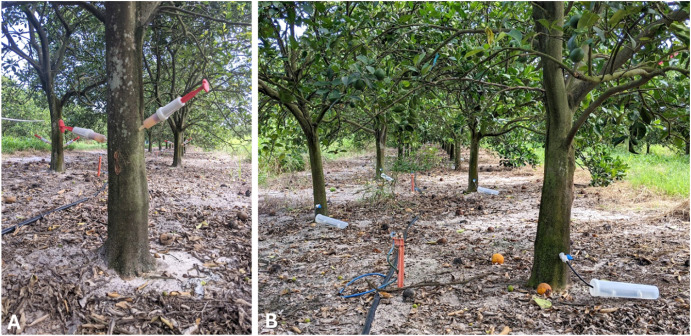
Injecteurs d'OTC dans des orangers A) dans le tronc du greffon B) dans le porte-greffe (Floride 2025)

En Floride (États-Unis): Le chlorhydrate d'oxytétracycline (souvent dénommé OTC) est agréé pour le traitement des palmiers atteints de la maladie du jaunissement mortel du palmier causée par un phytoplasme. L'administration vasculaire d'OTC aux orangers 'Valencia' (C. sinensis) atteints de Huanglongbing (maladie bactérienne du phloème) améliore significativement le rendement des fruits et la qualité du jus.